# Ashland (Nebraska)
Ashland – miasto w Stanach Zjednoczonych, w stanie Nebraska, w hrabstwie Saunders.